# Elisabetta d'Austria (duchessa di Lorena)
Elisabetta d'Asburgo (1285 – Nancy, 19 maggio 1352) è stata Duchessa consorte di Lorena dal 1312 al 1329 e reggente del ducato, dal 1329 al 1331.

## Origine

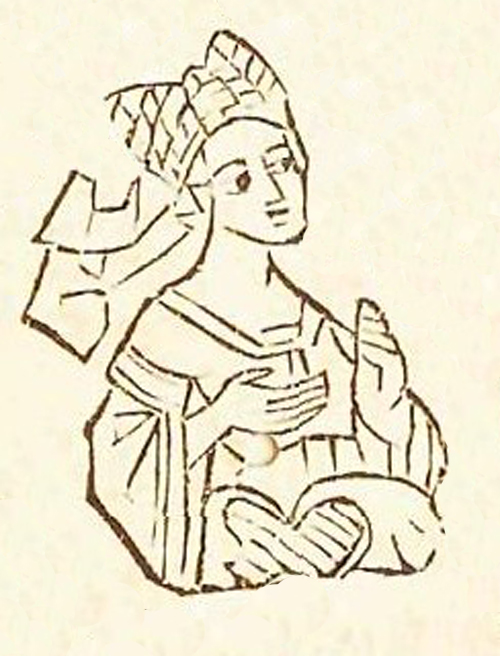
Elisabetta d'Austria.

Elisabetta, secondo la HISTOIRE ECCLESIASTIQUE ET CIVILE DE LORRAINE, QUI COMPREND CE QUI..., Volume 2, era figlia del duca d'Austria e re di Germania, Alberto I d'Asburgo e di Elisabetta di Tirolo-Gorizia, figlia, secondo il Burkardi de Hallis et Dytheri de Helmestat Notæ Historicæ 1273-1325 di Mainardo II di Tirolo-Gorizia, duca di Carinzia e di Elisabetta di Wittelsbach (vedova dell'Imperatore Corrado IV).
Secondo il documento n° XXVI del Recueil de chartes, statuts et documents concernant l'ancien évêché de Lausanne, Alberto I d'Asburgo era figlio del Rex Romanorum, conte d'Asburgo, Conte di Kyburg, langravio di Thurgau e conte di Löwenstein, Rodolfo I e della moglie, Gertrude chiamata anche Anna, che, secondo il Chronicon Colmarense, era figlia del conte Burcardo V Hohenberg e di Matilde di Tubinga.

## Biografia
Il 6 agosto 1306, come ci conferma la HISTOIRE ECCLESIASTIQUE ET CIVILE DE LORRAINE, QUI COMPREND CE QUI..., Volume 2, Elisabetta sposò l'erede del Ducato di Lorena Federico (1282-1329), che, ancora secondo la HISTOIRE ECCLESIASTIQUE ET CIVILE DE LORRAINE, QUI COMPREND CE QUI..., Volume 2, era il figlio maschio primogenito del Duca di Lorena, Teobaldo II (1263-1312) e della moglie, Isabella di Rumini, (1263-1326), figlia di Ugo, Signore di Rumigny e di Filippina d'Oulche.

Suo suocero, Teobaldo II morì nell'aprile del 1312 e gli succedette il figlio primogenito, suo marito, Federico, come ci viene confermato dalle Fontes Rerum Germanicarum, Band IV (Stuttgart), Matthias Nuewenburgensis. Federico divise con i fratelli Mattia e Ugo i vari domini.
Nel 1315, suo marito, Federico IV, aveva fatto testamento.
Suo marito, Federico IV fu un alleato di Filippo VI di Francia, il figlio di Carlo di Valois, che nel 1328 era succeduto sul trono di Francia al cugino, il re di Francia Carlo IV il Bello, ed in quello stesso anno era dovuto intervenire nelle Fiandre a sostegno del conte Luigi I di Fiandra, contro i borghesi in rivolta, e Federico IV partecipò alla campagna militare.
Federico IV morì in seguito alla Battaglia di Cassel (1328), del 23 agosto 1328; secondo alcune cronache morì, nel corso della battaglia, secondo altri morì sei mesi dopo, il 21 aprile, quando fu sepolto.
Fu sepolto il venerdì santo nell'abbazia di Beaupré e gli succedette il figlio, Rodolfo, con la reggenza di Elisabetta, che avrebbe dovuto mantenerla sino al 1334, alla maggior età del figlio, Rodolfo.
Nel mese di giugno, suo figlio Rodolfo si sposò con Eleonora di Bar, figlia del conte di Bar, Edoardo I e di Maria di Borgogna, rispettando col contratto matrimoniale stipulato, nel 1323, dai genitori degli sposi.
Durante la reggenza erano sorti problemi tra Isabella ed il vescovo di Toul, che con le sue truppe era entrato in Lorena, provocando danni e distruzioni; alle rimostranze di Isabella si trovò un accordo, per un indennizzo, nel 1331.
Molto probabilmente a seguito di questi avvenimenti, la reggenza, nel 1331, fu assunta dal suocero di Rodolfo, Edoardo I di Bar.
Elisabetta non intervenne più negli affari del ducato, anche dopo che, nel 1334, suo figlio Rodolfo aveva raggiunto la maggior età.
Elisabetta morì a Nancy, il 19 maggio 1352, fu sepolta a Nancy e, in un secondo tempo, la salma fu traslata a Sankt Paul im Lavanttal, in Carinzia.

## Figli
Elisabetta a Federico diede due figli:
- Rodolfo (1320 † 1346), Duca di Lorena[8];
- Margherita († dopo il 1376), citata nel testamento del fratello Rodolfo[17].

## Ascendenza
|                               |                              |                            | Genitori                 |  |  | Nonni |  |  | Bisnonni             |  |  | Trisnonni          |  |
|                               |                              |                            |                          |  |  |       |  |  | Alberto IV il Saggio |  |  | Rodolfo il Vecchio |  |
|                               |                              |                            |                          |  |  |       |  |  | Alberto IV il Saggio |  |  | Rodolfo il Vecchio |  |
|                               |                              | Agnese di Staufen          |                          |  |  |       |  |  | Alberto IV il Saggio |  |  |                    |  |
| Rodolfo I d'Asburgo           |                              |                            |                          |  |  |       |  |  | Alberto IV il Saggio |  |  |                    |  |
|                               |                              | Edwige di Kyburg           | …                        |  |  |       |  |  |                      |  |  |                    |  |
|                               |                              | Edwige di Kyburg           | …                        |  |  |       |  |  |                      |  |  |                    |  |
|                               |                              | Edwige di Kyburg           | …                        |  |  |       |  |  |                      |  |  |                    |  |
| Alberto I d'Asburgo           |                              | Edwige di Kyburg           |                          |  |  |       |  |  |                      |  |  |                    |  |
|                               |                              | Burcardo V di Hohenberg    | Burcardo IV di Hohenberg |  |  |       |  |  |                      |  |  |                    |  |
|                               |                              | Burcardo V di Hohenberg    | Burcardo IV di Hohenberg |  |  |       |  |  |                      |  |  |                    |  |
|                               |                              | Burcardo V di Hohenberg    | Valpurga di Aichelberg   |  |  |       |  |  |                      |  |  |                    |  |
| Gertrude di Hohenberg         |                              | Burcardo V di Hohenberg    |                          |  |  |       |  |  |                      |  |  |                    |  |
|                               |                              | Matilde di Tubinga         | Rodolfo II di Tubinga    |  |  |       |  |  |                      |  |  |                    |  |
|                               |                              | Matilde di Tubinga         | Rodolfo II di Tubinga    |  |  |       |  |  |                      |  |  |                    |  |
|                               |                              | Matilde di Tubinga         | ? di Ronsberg            |  |  |       |  |  |                      |  |  |                    |  |
| Elisabetta d'Austria          |                              | Matilde di Tubinga         |                          |  |  |       |  |  |                      |  |  |                    |  |
|                               | Mainardo I di Tirolo-Gorizia | Enghelberto III di Gorizia |                          |  |  |       |  |  |                      |  |  |                    |  |
|                               | Mainardo I di Tirolo-Gorizia | Enghelberto III di Gorizia |                          |  |  |       |  |  |                      |  |  |                    |  |
|                               | Mainardo I di Tirolo-Gorizia | Matilde di Andechs         |                          |  |  |       |  |  |                      |  |  |                    |  |
| Mainardo II di Tirolo-Gorizia | Mainardo I di Tirolo-Gorizia |                            |                          |  |  |       |  |  |                      |  |  |                    |  |
|                               |                              | Adelaide del Tirolo        | Alberto III di Tirolo    |  |  |       |  |  |                      |  |  |                    |  |
|                               |                              | Adelaide del Tirolo        | Alberto III di Tirolo    |  |  |       |  |  |                      |  |  |                    |  |
|                               |                              | Adelaide del Tirolo        | Uta di Frontenhausen     |  |  |       |  |  |                      |  |  |                    |  |
| Elisabetta di Tirolo-Gorizia  |                              | Adelaide del Tirolo        |                          |  |  |       |  |  |                      |  |  |                    |  |
|                               |                              | Ottone II di Baviera       | Ludovico I di Baviera    |  |  |       |  |  |                      |  |  |                    |  |
|                               |                              | Ottone II di Baviera       | Ludovico I di Baviera    |  |  |       |  |  |                      |  |  |                    |  |
|                               |                              | Ottone II di Baviera       | Ludmilla di Boemia       |  |  |       |  |  |                      |  |  |                    |  |
| Elisabetta di Baviera         |                              | Ottone II di Baviera       |                          |  |  |       |  |  |                      |  |  |                    |  |
|                               |                              | Agnese del Palatinato      | Enrico V del Palatinato  |  |  |       |  |  |                      |  |  |                    |  |
|                               |                              | Agnese del Palatinato      | Enrico V del Palatinato  |  |  |       |  |  |                      |  |  |                    |  |
|                               |                              | Agnese del Palatinato      | Agnese di Hohenstaufen   |  |  |       |  |  |                      |  |  |                    |  |
|                               |                              | Agnese del Palatinato      |                          |  |  |       |  |  |                      |  |  |                    |  |

### Fonti primarie
- (LA)  Monumenta Germaniae Historica, Scriptores, tomus XVII.
- (LA)  Recueil de chartes, statuts et documents concernant l'ancien évêché de Lausanne.
- (LA)  Fontes Rerum Germanicarum, Band IV (Stuttgart).
- (LA)  Fontes rerum Germanicarum II.

### Letteratura storiografica
- (FR)  HISTOIRE ECCLESIASTIQUE ET CIVILE DE LORRAINE, QUI COMPREND CE QUI..., Volume 2.
- (DE)  Constantin Wurzbach, Biographisches Lexikon des Kaisertums Österreich, Vienna, 1860, Vol. VI, p. 165 (versione online)